# HMS Neptune (1797)
El HMS Neptune fue un navío de línea británico de 3 puentes y 98 cañones de la clase Neptune construido en los astilleros londinenses de Deptford entre 1791 y 1797. Construido durante las guerras revolucionarias francesas, sirvió a la Royal Navy como vigilancia en el Canal de La Mancha. Pasó a la flota del Mediterráneo en 1799, y en 1805 combatió en la batalla de Trafalgar bajo el mando supremo de Horatio Nelson.
En 1807 fue designado a las rutas caribeñas, participando con éxito en la invasión de Martinica de 1809 y en la batalla naval contra la flota francesa de Amable Troude. Volvió a Gran Bretaña al final de las guerras napoleónicas, pasando a convertirse en buque prisión. En 1818 fue desguazado y sus piezas vendidas.

## Construcción y comisionado
El HMS Neptune se comenzó a construir en los astilleros de Deptford el 15 de febrero de 1790, siguiendo el diseño desarrollado por el supervisor de la Royal Navy John Henslow. Fue una de las tres naves que se crearon para la clase Neptune, junto con sus barcos gemelos HMS Temeraire y HMS Dreadnought.  Las etapas iniciales de su construcción fueron supervisadas por el maestro naval Martin Ware, quien fue sucedido por Thomas Pollard en junio de 1795, quien supervisó su finalización. Fue botado el 28 de enero de 1797 y navegó remolcado hasta Woolwich para ser equipado y terminar su acondicionamiento (mástiles, revestimiento, aparejos...). De acuerdo con los estándares británicos, el buque quedó categorizado como navío de segunda clase.
Fue comisionado el 25 de marzo de 1797 bajo el mando del capitán Henry Stanhope, convirtiéndose en la tercera nave de la Royal Navy que ostentaba el nombre de HMS Neptune. Stanhope se hizo a la mar desde Woolwich el 11 de junio y siguió el rumbo del Támesis hasta su desembocadura en el Nore.

## Motín de Nore
El Nore es un estuario situado en la desembocadura del río Támesis. Antes de la llegada del HMS Neptune, los marineros de varios barcos anclados en el Nore decidieron amotinarse el 12 de mayo de 1797, siguiendo los pasos de los barcos que en Spithead había iniciado. Otros buques escaparon durante el motín, pese a los disparos que recibieron de los navíos amotinados, que trataron de utilizar la fuerza bruta para mantener la cohesión en el motín. Los amotinados no lograron organizarse fácilmente debido a que los barcos se dispersaban en las cercanías del Nore.
A su llegada, el HMS Neptune quedó atrapado en el motín. El navío, así como los buques HMS Agincourt y HMS Lancaster, recibió la orden de interceptar y atacar a las naves amotinadas. Antes de que pudieran proceder, se corrió la voz de que los amotinados habían iniciado negociaciones con el conde de Northesk, capitán del HMS Monmouth. Para el 9 de junio, el motín estaba al borde del colapso. Terminada la crisis, el 21 de septiembre, el comodoro del HMS Neptune, Erasmus Gower, sustituyó a Stanhope como capitán del barco y se unió a la flota británica del Canal.

## Campaña del Mediterráneo
Gower permaneció al mando del HMS Neptune hasta su promoción como contraalmirante, momento en el cual Herbert Sawyer se convirtió en capitán interino de la nave hasta el 22 de enero de 1799, momento en que pasó a estar formalmente bajo el mando del capitán James Vashon. En 1799 el navío estuvo adscrito a la flota del Canal, hasta ser asignado a la flota del Mediterráneo bajo mando del vicealmirante Keith. El escuadrón, comandado por el contraalmirante Charles Cotton, se reunió con la fuerza de Keith en la isla de Menorca el 7 de julio, abarcando la flota británica un total de 31 barcos. Keith intentó interceptar una gran fuerza franco-española de 42 barcos liderada por los almirantes Étienne Eustache Bruix y José de Mazarredo Salazar. Dicha expedición consiguió evadir a los británicos, llegando segura al puerto de Brest. El HMS Neptune pasó el resto de los acontecimientos de las guerras revolucionarias francesas en el Mediterráneo.
Vashon fue reemplazado el 26 de marzo de 1801 por el capitán Edward Brace. Durante su mando, el HMS Neptune se convirtió en el buque insignia del vicealmirante James Gambier. El mando de Brace al frente del barco fue muy breve, siendo reemplazado a los pocos meses por el capitán Francis Austin. Con la reducción de las hostilidades en la previa de la firma del Tratado de Amiens, el HMS Neptune fue uno de los muchos barcos de la flota mediterránea que fueron liberados de su destino y pudieron regresar a casa, llegando al puerto de Portsmouth el 24 de febrero de 1802.
Tras su paso por los astilleros para someterse a una breve reparación, completamente acondicionado, el HMS Neptune se unió nuevamente a la flota del Canal.

## El bloqueo del Atlántico
Drury estuvo al mando del barco dos años, hasta su ascenso a contraalmirante en mayo de 1804, cuando se hizo cargo del HMS Neptune Thomas Williams. El resto del año lo pasó desplegado en la Flota del Canal, bloqueando los puertos atlánticos franceses. Fueron unas semanas en las que la salud del capitán Williams empeoró progresivamente, siendo necesario su regreso al Reino Unido. Reemplazado por el capitán Thomas Fremantle, se le ordenó dirigirse al Ferrol, para participar en el bloqueo que mandaba Robert Calder.
Cuando la flota franco-española del almirante Villeneuve, que regresaba del Caribe, recibió la orden de ir hacia Cádiz, las fuerzas de Calder, entre ellos el HMS Neptune, se puso a disposición de la flota que estaba reuniendo el vicealmirante Cuthbert Collingwood, que buscaba bloquear a los efectivos franceses y españoles en la costa gaditana.

## Trafalgar

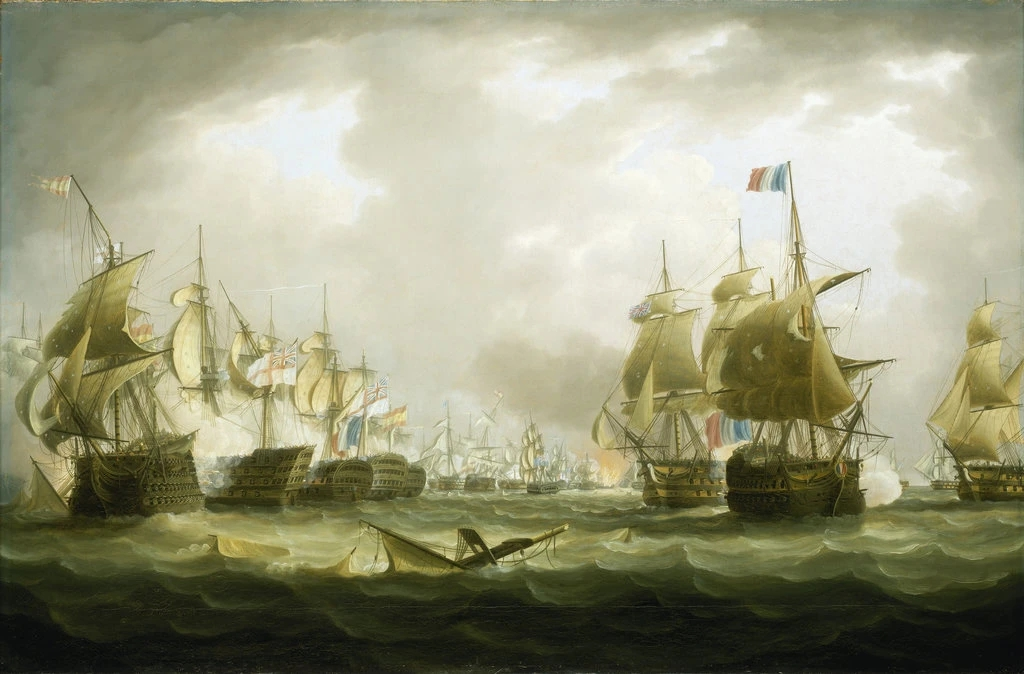
The Battle of Trafalgar, 21 October 1805: beginning of the action. Óleo de Thomas Buttersworth.

El enfrentamiento entre las flotas británica y franco-española acabó teniendo lugar en las cercanías del cabo de Trafalgar (Cádiz), el 21 de octubre de 1805. El HMS Neptune formó parte de la columna meteorológica, siendo el tercer barco de la misma, entre el HMS Temeraire y el HMS Leviathan. Como la flota franco-española estaba enfilada, por las dos columnas de los británicos, el HMS Neptune buscó romper la dinámica de la flota combinada y romper el esquema planteado. Con la ventaja del viento, el navío obtuvo una fuerte velocidad que la llevó a ponerse rápidamente a vista del buque insignia francés, el Bucentaure, sobre el que descargó las dos filas de cañones de babor, provocando graves daños al barco mandado por Villeneuve, que resultó herido. El capitán Fremantle aprovechó la situación y ordenó al timonel girar a estribor, virando hacia el Bucentaure, disparando nuevamente sobre él la andanada de cañones de estribor.
Fremantle buscó también interceptar al Santísima Trinidad español, que aunque navegaba lejos de su posición consiguió acercársele y hacerle fuego con su batería de babor. Después de una hora de enfrentamiento, al HMS Neptune se le sumaron el HMS Leviathan y el HMS Conqueror, que acabaron produciendo un grave impacto en la que era la nave española más poderosa de su tiempo, con más de 200 muertos y 100 heridos. Por su parte, el HMS Neptune tan sólo tuvo diez muertos y 34 heridos.
Después de la batalla, Collingwood transfirió su bandera del HMS Royal Sovereign dañado a la fragata HMS Euryalus, y el 22 de octubre el HMS Neptune fue la nave que lo remolcó hasta el puerto de Gibraltar, intentando que no se viniera a pique por la tormenta que se había desencadenado. También fue la que transportó como prisioneros de guerra a Villeneuve y a los otros capitanes detenidos.
Fruto de la casualidad llegaron a combatir en esta batalla hasta tres buques con nombre similar, uno por cada país en liza: el Neptune de 80 cañones francés, el Neptuno español de 74 cañones y el propio HMS Neptune británico. El español fue tomado, el francés logró escapar. De este modo el HMS Neptune hizo válido su lema del mascarón de proa que relataba: Non illi imperium pelagi, sævumque tridentem, sed mihi sorte datum. (del latín: "No fue suyo el dominio del mar ni su feroz tridente, sino que me lo dio el destino.")
Una canción popular recuerda el destino de estos buques, cantada por un marinero a bordo: 

The British " Neptune," as of yore,
Proved master of the day
The Spanish Neptune is no more,
the French one ran away
El "Neptuno" británico, como antaño,
demostró ser el amo del día
El "Neptuno" español ya no existe,
el francés huyó
Canción popular (verso)

## Indias Occidentales
Después de someterse a algunas reparaciones en Gibraltar, el HMS Neptune retornó a Gran Bretaña, llegando al puerto de Portsmouth el 6 de diciembre de 1805, donde quedó anclado en un muelle en previsión de un reacondicionamiento.Se tuvo que reinstalar parte del revestimiento de cobre y montar el casco, carcomido en algunas zonas. Fue puesto de nuevo en servicio activo el 18 de agosto de 1807 bajo el mando de su antiguo comandante, el capitán THomas Williams. Inicialmente se le asignó la flota del Canal, pero fue trasladada finalmente a las Indias Occidentales en 1808. El 9 de noviembre de ese año, Williams fue reemplazado por el capitán Thomas Pinto, quien solo pasó seis semanas al mando antes de ser sucedido por Charles Dilkes el 20 de diciembre.
En enero de 1809 se planeó la invasión de la colonia francesa de Martinica, gobernada por el almirante Louis Thomas Villaret de Joyeuse. El HMS Neptune se convirtió en el buque insignia del comandante de la expedición, el contraalmirante Alexander Cochrane, y la fuerza de invasión, que constaba de 44 buques y otros buques de transportes con 10.000 soldados, estuvo bajo el mando del teniente general George Beckwith. La fuerza llegó a Martinica el 30 de enero. 3.000 soldados fueron desembarcados bajo el mando del mayor general Frederick Maitland y conquistaron la plaza sin resistencia. Otros 600 fueron desembarcados en Cabo Solomon bajo el comandante Henderson, y una tercera fuerza adicional, compuesta por 6.500 hombres, desembarcó en el norte de la isla bajo el mando del general de división George Prévost. Los británicos consiguieron hacerse con la colonia en apenas un mes, rindiéndose la última fortificación francesa el 24 de febrero de 1809.

## La batalla contra la expedición de Troude
El escuadrón de Cochrane permaneció en el área bloqueando la isla, y en marzo llegó un escuadrón francés formado por tres naves de 74 cañones, los buques Hautpoult, Courageux y Polonais, así como las fragatas Félicité y Furieuse, bajo el mando general del comodoro Amable Troude, quien al encontrarse la Martinica en manos británicos desembarcó sus tropas en las cercanas Islas de los Santos (actualmente en Guadalupe).
Allí se mantuvieron hasta el 14 de abril, cuando Cochrane decidió atacarles. La fuerza británica bajo el mando general de Frederick Maitland y el capitán Philip Beaver desembarcaron en la isla y los capturaron, instalando además baterías en diversos puntos estratégicos.
Amenazado, Troude se hizo a la mar, siendo perseguido por el escuadrón de Cochrane, que consiguió capturar al navío Hautpoult, que tras pasar a manos británicas quedó bajo el mando del capitán del HMS Neptune Charles Dilkes. A bordo del anterior quedó al mando el capitán James Athol.

## Últimos años de servicio
Dilkes reasumió el mando del HMS Neptune el 2 de marzo de 1810, mientras que Wood fue destinado al HMS Pompee. Aunque el delicado estado de salud de Dilkes obligó a que el capitán N. Ballard le sustituyera en funciones durante la travesía de regreso a Plymouth, donde ancló el 26 de octubre. Fue desamarrado del muelle en el que estaba y llevada al estuario Hamoaze, donde estuvo hasta finales del otoño de 1813. Su casco pudo haberse deteriorado seriamente en esta nueva ubicación, lo que le hacía inservible para un nuevo servicio de largo plazo en la mar, por lo que la Royal Navy decidió convertirlo en un barco carcelario, siendo acondicionado durante 1814 para dicha tarea. Tras cuatro años con esta función, fue desguazado y sus piezas vendidas en octubre de 1818.